# Os Irmãos Corsos (telenovela de 1966)
Os Irmãos Corsos foi uma telenovela produzida pela TV Tupi e exibida de 5 de setembro de 1966 a fins de janeiro de 1967, no horário das 19h, adaptada por Daniel Gonzalez do romance homônimo de Alexandre Dumas, pai.
A Justiça Eleitoral tirou do ar a telenovela em São Paulo por um mês, porque o ator principal, Hélio Souto, resolvera investir numa candidatura a deputado — por sinal, fracassada.

## Sinopse
Irmãos xifópagos são separados ao nascer. Eles passam a sentir duplamente todas as dores que os acometem.

## Elenco
- Hélio Souto
- Norma Blum
- Lima Duarte
- Ana Rosa
- Elias Gleiser
- José Parisi
- Marisa Sanches
- Marcos Plonka
- Teresa Campos
- João Monteiro
- Dirceu Conte